# Wodegongjieïta
La wodegongjieïta és un mineral de la classe dels silicats. Rep el nom del nom tibetà Wode Gongjie, una famosa muntanya visible des de la localitat tipus.

## Característiques
La wodegongjieïta és un silicat de fórmula química KCa₃(Al₇Si9)O32. Va ser aprovada com a espècie vàlida per l'Associació Mineralògica Internacional l'any 2022, sent publicada en setembre de 2022. Cristal·litza en el sistema hexagonal.
L'exemplar que va servir per a determinar l'espècie, el que es coneix com a material tipus, es troba conservat a la col·lecció mineralògica del Museu Geològic de la Xina, a Beijing (República Popular de la Xina), amb el número de catàleg: m16104.

## Formació i jaciments
Va ser descoberta al dipòsit de crom de Kangjinla, situat al comtat de Qusum de la prefectura de Shannan (Tibet, República Popular de la Xina), on va ser trobada en forma d'inclusions en corindó al voltant de wenjiïta, kangjinlaïta, zhiqinita i badengzhuïta. Aquest indret és l'únic a tot el planeta on ha estat descrita aquesta espècie mineral.